# Yartin József
Yartin József; családi nevén Nyitray, névvariáns: Nyitrai (Bácsföldvár, 1857. szeptember 30. – USA, 1946. január 14.) hírlapíró, festőművész, műfordító, műkritikus.

## Pályafutása
Nyitrai Mátyás és Tengerits Judit fiaként született Bácsföldváron. Gimnáziumi tanulmányait a kalocsai jezsuita-kollégiumban és Budapesten, egyetemi tanulmányait szintén Budapesten végezte. 1899 őszétől a római Scuola Libera élő modelles osztályában folytatott festészeti tanulmányokat. A közoktatásügyi minisztérium művészeti ügyosztályának vezetőjétől Koronghy Lippich Elektől kérte havi 150 forintos művészeti segély iránti folyamodványának támogatását. Tájképek festésével foglalkozott. Újságíróként 1899 és 1903 között a Nemzet munkatársa, 1903-től 1909-ig a Magyar Nemzet belmunkatársa volt. Dolgozott még az Ellenőr, Az Ujság, az Amerikai Magyar Népszava és Az Ember című lapoknál. Lyka Károly Művészet c. folyóiratában és Lázár Béla Modern Művészet c. lapjában is jelentek meg írásai, többnyire a Műcsarnok és a Nemzeti Szalon kiállításairól. 1910. március 30-tól szeptember 16-ig A Világ felelős szerkesztője volt. Ezután kivándorolt Amerikába és New Yorkba költözött. Az 1940-es népszámlálás adatai szerint ugyanott lakott feleségével, Helennel és a fiával, George-dzsal. Később a New York-i aggok menházában élt. Tagja volt az Eötvös-páholynak.
Cikke a Nemzetben (1895. 292. sz. Bonghi, tárcacikk). Arcképét 1899-ben festette meg Rippl-Rónai József.

## Munkái
1. Pilo Mario. Esztetika. Olaszból ford. Budapest, 1898 (Athenaeum Kézi könyvtára. Irod. és tört. sorozat XVII)
2. Roma. Irta Schoener Rajnold. Ford. 290 rajzzal. Budapest, 1899
3. Gorkij Maxim, Milon. Elbeszélés. Ford. Budapest, 1902 (Magyar Könyvtár 269.)
4. Ötödik evangelium. Budapest, 1905
5. Az 1904-ki téli tárlat. Az Ujság útmutatója. Budapest, 1904